# Store Merløse
Store Merløse – miasto w Danii, w regionie Zelandia, w gminie Holbæk.